# Búho (persona)
Búho es un término utilizado para describir a una persona que tiende a quedarse levantada hasta muy tarde. Otros nombres son los de noctámbula y trasnochadora.
El término se deriva por los hábitos nocturnos del búho. Normalmente, las personas que son noctámbulas permanecen levantadas pasada la media noche, y en los casos extremos pueden quedarse levantados hasta justo antes o después del amanecer. Los noctámbulos tienden a sentirse más enérgicos justo antes de irse a dormir, por la noche. 
Algunos noctámbulos tienen una preferencia o hábito de quedarse levantados hasta tarde o quedarse trabajando en el turno de noche. Los noctámbulos que trabajan en el turno de día tienen, a menudo, un problema con el comienzo de la hora del trabajo. Algunos tienen grandes dificultades para adoptar ritmos de sueño y vigilia normales, llegando en ocasiones al Síndrome de la fase del sueño retrasada.
Lo opuesto a un nocturno es un madrugador, una alondra, alguien que tiende a ir a dormir a una hora del día que es considerada demasiado pronto; y también se levanta muy temprano.
En varios países, los madrugadores son llamados "A-people" y los noctámbulos "B-people". Los investigadores, tradicionalmente, usan los términos "matutinos" y "vespertinos".

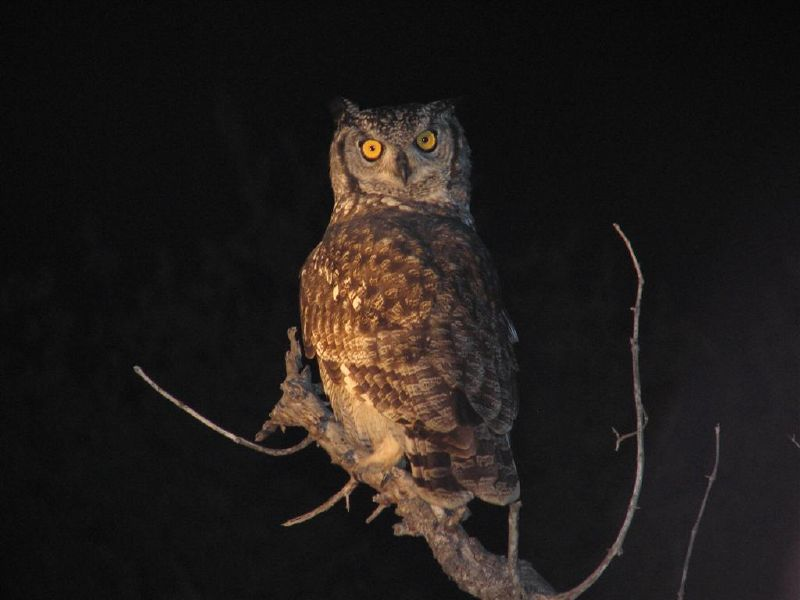
Los búhos, como este ejemplar africano, son a menudo nocturnos.

## Prevalencia
Discusiones y estudios sobre la prevalencia de los cronotipos matutinos, vespertinos, y los indiferentes o intermedios, usan diferentes criterios y devuelven diferentes resultados. Algunos preguntan a qué hora se va la gente a dormir y se levanta, mientras que otros preguntan a qué hora preferirían ir a dormir. Una encuesta en más de 400 adultos mostraba que aproximadamente el 15% eran matutinos, 25% vespertinos, y 60% intermedios.

## Búhos famosos
- Winston Churchill[5]
- Iósif Stalin[6]
- Adolf Hitler[7]
- Barack Obama[8]
- Bob Dylan[9]
- J.R.R. Tolkien[10]
- Charles Bukowski[11]
- Michael Chabon[9]
- Gustave Flaubert[9]
- Glenn Gould[9]
- Franz Kafka[9]
- Samuel Johnson[9]
- Fran Lebowitz[12]
- Marcel Proust[9]
- George Sand[9]
- Hunter S. Thompson[13]
- Henri de Toulouse-Lautrec[9]